# Зразкова американська сім'я
Зразкова американська сім'я (англ. Good American Family) — американський драматичний обмежений серіал, заснований на історії усиновлення Наталії Грейс (Імоджен Фейт Рейд) сім'єю Крістін (Еллен Помпео) і Майклом Барнеттами (Марк Дюпласс), — дитини з карликовістю, яку Барнетти вирішують покинути після того, як вона починає демонструвати дивну поведінку, помилково стверджуючи, що та була дорослою і прикидалась дитиною, щоб виправдати це. Прем'єра серіалу на Hulu відбулася 19 березня 2025 року.

## Акторський склад

### Головний
- Еллен Помпео в ролі Крістін Барнетт, прийомної матері Наталії
- Марк Дюпласс — Майкл Барнетт, прийомний батько Наталії
- Імоджен Фейт Рейд — Наталія Грейс[1], 7-річна дівчинка з карликовістю

### Повторюваний
- Сараю Рао[en] в ролі Валіки, мами однієї з дітей у дитячому садку Крістін
- Дьюлі Гілл у ролі Брендона Дрісдейла, детектива, який розслідує Барнеттів у кримінальних справах
- Дженні О'Хара[en] в ролі Альмеди
- Кім Шоу[en] в ролі Дженніфер, нової дружини Майкла після його розлучення[2]
- Крістіна Гендрікс у ролі Синтії Менс

### Гостьовий
- Мері Бердсонг[en] — Сенді Мозлі
- Кайл Борнгаймер[en] — доктор Вахтер
- Домінік Берджесс[en] в ролі Тома
- Дженніфер Лафлер[en] у ролі Леслі
- Дейвид Пеймер — доктор Лоуренс
- Трейсі Томс — Ренді Берч
- Софія Г'юбліц у ролі молодої Крістін
- Аїда Туртурро[en] в ролі Майри Грант
- Джеффрі Аренд[en] у ролі детектива Тейлора
- Зак Тінкер[en] у ролі молодого Майкла
- Пітер Холден[en] у ролі Теда Джонса
- Олівія Сандовал[en] — Мелінда Агілар

## Епізоди
| № серії | Назва серії                       | Режисер(и)     | Сценарист(и)                  | Оригінальна дата показу |
| ------- | --------------------------------- | -------------- | ----------------------------- | ----------------------- |
| 1       | «Almost Like a Prayer»            | Ліз Гарбус     | Кеті Роббінс                  | 19 березня 2025         |
| 2       | «Jump the Jitters Out»            | Стейсі Пассон  | Кеті Роббінс                  | 19 березня 2025         |
| 3       | «Ghosts Everywhere»               | Сейт Манн      | Сара Сазерленд                | 26 березня 2025         |
| 4       | «Right There in Black and White»  | Ева Вівес      | Еоган О'Доннелл               | 2 квітня 2025           |
| 5       | «Too Hurty Without It»            | Ліз Гарбус     | Кеті Роббінс                  | 9 квітня 2025           |
| 6       | «Not Today Satan»                 | Буде визначено | Жакен Ті Кастелланос          | 16 квітня 2025          |
| 7       | «If You Tell a Story Well Enough» | Буде визначено | Саманта Левеншус              | 23 квітня 2025          |
| 8       | «Blood on Her Hands»              | Буде визначено | Кеті Роббінс і Сара Сазерленд | 30 квітня 2025          |

## Виробництво
У серпні 2022 року повідомлялося, що компанія Hulu замовила лімітовану серію, натхненну реальними подіями з життя Наталії Грейс, під керівництвом Кеті Роббінс. Еллен Помпео підписала контракт на роль Крістін Барнетт і виконавчого продюсера у рамках своєї виробничої компанії «Calamity Jane», разом із Лаурою Голштейн. Сара Сазерленд, Майк Еппс, Ден Спіло, Найлз Кіршнер і Ендрю Стерн також є виконавчими продюсерами.
Створений 20th Television (раніше — через ABC Signature), історія розповідається з різних точок зору, щоб «відображати суперечливі розповіді його головних героїв». Режисером і виконавчим продюсером пілотного епізоду є Ліз Гарбус. У березні 2024 року на роль Майкла Барнетта було обрано Марка Дюпласса. Справжній Барнетт був єдиним, хто продав права на їхню історію для серіалу. Наступного місяця Дьюлі Гілл і Сараю Рао були обрані на повторювані ролі. До липня 2024 року основні зйомки проходили в Санта-Кларіті, штат Каліфорнія.

## Реліз
Серіал із восьми епізодів, щотижня Hulu випускав по одному, прем'єра двох прем'єрних епізодів відбулася 19 березня 2025 року. На міжнародному рівні Зразкова американська сім'я буде доступна для перегляду на Disney+.

## Сприйняття

### Перегляди
TVision, використовуючи свій Power Score для оцінки програм CTV через глядацьку аудиторію та залученість у понад 1000 додатків, підрахувала, що Зразкова американська сім'я був шостим серіалом за кількістю трансляцій з 17 по 23 березня. 25 березня серіал посів перше місце в списку Hulu «15 найкращих на сьогодні» — щоденно оновлюваному списку найпопулярніших заголовків платформи. Агрегатор потокових відео Reelgood, який відстежує дані в реальному часі від 20 мільйонів користувачів США щодо оригінального та отриманого контенту в службах SVOD і AVOD, повідомив, що Зразкова американська сім'я була восьмою програмою за кількістю стрімів у США за тиждень, що закінчився 26 березня.

### Критика
На веб-сайті агрегатора рецензій Rotten Tomatoes 53 % із 19 відгуків критиків є позитивними із середньою оцінкою 5,5/10. Консенсус критиків веб-сайту говорить: «Амбіційне використання перспективи Зразкової американської сім'ї має певні переваги, але це також призводить до однобокої та сумнівної драматизації цієї мерзенної правдивої історії». Metacritic, який використовує середньозважену оцінку, присвоїв першому сезону оцінку 60 зі 100 на основі 12 оглядів, вказуючи на «змішані або посередні відгуки».
Крістіна Ескобар з «RogerEbert.com» заявила, що «Зразкова американська сім'я» спочатку виглядає як типовий фільм «Lifetime», але похвалила те, як серіал перетворюється на складне дослідження моралі та людської природи. Вона відзначила, що в той час як перший епізод був мелодраматичним, у другому епізоді шоу «переключило передачу», охоплюючи теми жахів і фемінізму. Ескобар заявила, що акторський склад, зокрема Імоджен Фейт Рейд, показали гарну гру та отримала задоволення від того, як шоу змістило перспективи. Вона також оцінила продумане дослідження серіалом провини, справедливості і спокути, назвавши його більш складним, ніж здається на перший погляд. Крістен Болдуін з Entertainment Weekly оцінила те, як «Зразкова американська сім'я» зображує справу Наталії Ґрейсс через зміну перспектив, а Еллен Помпео та Імоджен Фейт Рейд показали чудову гру. Вона похвалила шоу за його напружений стиль розповіді, яка представляє суперечливі твердження без повної підтримки однієї зі сторін, що посилює напругу. Болдуін підкреслила зображення Крістін Барнетт як контролюючої, одержимої зовнішнім образом матері, водночас цінуючи здатність Рейд вловити вразливість і відстороненість Грейс. Вона заявила, що «Зразкова американська сім'я» захоплює глядачів, але залишає багато запитань без відповіді, що робить його воротами для подальшого дослідження реальної справи.
Джазмін Агілера з «The Boston Globe» вважала вражаючою здатність Помпео переконливо зіграти як самовдоволення Крістін Барнетт, так і її пізнє падіння в параною, демонструючи багатогранні ілюзії персонажа. Вона також високо оцінила розповідь серіалу в стилі Расьомон, яка ефективно змінює перспективи, завдяки чому версія подій кожного персонажа виглядає автентичною. Вона визнала його силу в наступних епізодах, де образ Наталії Грейс, втілений Рейд, додав глибини історії, розкриваючи складність її характеру та насильство, якого вона зазнала. Бенджамін Лі з «The Guardian» сказав, що «Зразкова американська сім'я» ефективно представляє історію Наталії Ґрейс, пропонуючи конкуруючі точки зору та зсув хронології. Він похвалив здатність шоу спотворити культуру «мамфлюенсера» та висвітлити гниль, що лежить в її основі, зокрема через втілення Крістін Барнетт Помпео. Лі знайшов серіал захоплюючим, коли він перейшов від трилера до кримінальної драми з чудовою грою Рейд. Однак він зазначив, що серіал мав труднощі з тоном, намагаючись врівноважити сенсаційність з моральними роздумами. Лі високо оцінив гру Крістіни Хендрікс і Марка Дюпласса, але вважав, що візуальна естетика шоу занадто проста для такої дикої історії. Він заявив, що хоча ті, хто знайомий з історією Наталії Грейс, можуть знайти меншу цінність у серіалі, він має більше значення для глядачів, які не знайомі з цією справою.